# Provincia di Touggourt
La provincia di Touggourt è una delle 58 province dell'Algeria. Prende il nome dal suo capoluogo Touggourt. Istituita il 26 novembre 2019 e ufficializzata nel 2021 dal presidente Abdelmadjid Tebboune, precedentemente faceva parte della provincia di Ouargla.

## Distretti
La provincia è suddivisa in 4 distretti.

1. Megarine•
2. Taibet•
3. Tamacine•
4. Touggourt

Nella tabella sono riportati i comuni della provincia, suddivisi per distretto di appartenenza.
| Distretto | Comuni                                           |
| --------- | ------------------------------------------------ |
| Megarine  | Megarine · Sidi Slimane                          |
| Taibet    | Taibet · M'Naguer · Benaceur                     |
| Tamacine  | Tamacine · Blidet Amor                           |
| Touggourt | Touggourt · Nezla · Tebesbest · Zaouia El Abidia |